# Jared Payne
Jared Payne (Tauranga, 13 de octubre de 1985) es un jugador de rugby irlandés nacido en Nueva Zelanda, que juega actualmente (2015) para el Ulster Rugby y el equipo nacional de Irlanda como centro y zaguero.

## Carrera

### Clubes
Entre 2006 y 2007 Payne jugó para Waikato, y desde 2008 hasta 2011 jugó con el equipo provincial de Northland, del que fue capitán entre 2009 y 2011. Comenzó su carrera de Super Rugby con los Chiefs en 2007 antes de pasar a integrarse en los Crusaders en 2009. Hizo 22 apariciones con los Crusaders a lo largo de dos temporadas.
Jared Payne jugó para los Blues de Auckland en la campaña de 2011 y fue uno de los jugadores destacados de la competición, jugando como centro y zaguero. Luego se unió a Ulster Rugby, para un contrato de tres años antes de la temporada 2011–12. Debutó con Ulster el 16 de septiembre contra Cardiff Blues, tuvo un sólido comienzo con su nuevo equipo. Payne se lesionó el tendón de Aquiles en un partido contra Treviso en octubre de 2011 lo que le dejó sin jugar el resto de la temporada. Volvió para el comienzo de la temporada 2012/13 y su juego lo convirtió en uno de los jugadores claves de Ulster para llegar a cuartos de final de la Heineken Cup y las finales Pro12. Firmó un nuevo contrato con Ulster en mayo de 2013, con lo que se queda en Ravenhill hasta 2016.

### Internacional
Jared ha representado a Nueva Zelanda en los niveles sub-21 y rugby a siete. Jugó su primer partido con Irlanda contra Sudáfrica el 8 de noviembre de 2014.
Seleccionado para formar parte de la selección irlandesa de la Copa Mundial de Rugby de 2015, salió de titular en el primer partido del grupo y logró un ensayo en la segunda parte, contribuyendo así a la victoria de su equipo 50-7 contra Canadá.

## Palmarés y distinciones notables
- Campeón del Torneo de las Seis Naciones 2015.
- Seleccionado por los British and Irish Lions para la 2017 en Nueva Zelanda[6]